# Sarı Mehmet Pascha
Defterdar Sarı Mehmet Pascha (* in Istanbul; † 1716/17 in Kavala) war ein hoher osmanischer Beamter und Chronist. Mehmet Pascha wurde in manchen Quellen mit den Beinamen el-Hacc („Hadschi“), Sarı („der Gelbe“) oder auch Bakkalzâde („Sohn des Krämers“) benannt. Defterdar („Finanzdirektor“) ist allerdings die häufigste Benennung nach dem Amt, das er siebenmal innehatte.

## Leben
Der Zeitpunkt von Mehmets Geburt ist nicht bekannt, seine erste Ausbildung erhielt er in Istanbul. Dann begann er als Beamter für finanzielle Transaktionen (ruznamçeci) im Einkommensteueramt (defterdarlik) unter Kılıç Ali Pascha († 1691/92), dem er auch als Privatsekretär (mektupçu) diente. Während der Amtszeit des Großwesirs Rami Mehmed Pascha († 1707?) wurde er 1703 zum Defterdar ernannt. Der Janitscharenaufstand im gleichen Jahr beendete vorerst seine Karriere, da er zusammen mit anderen Würdenträgern von den Aufständischen zum Rücktritt gezwungen wurde. Auch Sultan Mustafa II. († 1703) wurde entthront und gegen Ahmed III. († 1730) ausgetauscht. Bald wurde Mehmet jedoch aus Edirne wieder ins Amt zurückgeholt, da Defterdar Muhsinzade 'Abdullah Efendi († 1748) den Soldaten das traditionelle Bakschisch bei der Thronbesteigung eines neuen Sultans verweigert hatte. Trotz der Erfolge Mehmets bei der Lösung einiger Finanz- und Besoldungsprobleme wurde er bald wieder abberufen. Nach wenigen Monaten war er allerdings 1704 zum dritten Male im Amte, das er mit Unterbrechungen zwischen 1705 und 1708 immer wieder für kurze Perioden innehatte. In Selanik (Thessaloniki) wurde er für seine Verdienste als Wesir und General-Gouverneur eingesetzt.
Wegen des zu erwartenden Krieges gegen Russland wurde Mehmet mit der Aufstellung einer Truppe (serdengeçti) aus 200 Sipahis und Silâhdare beauftragt, die in Istanbul rekrutiert wurden. Nach der Schlacht an der Pruth (1711) kam er für zweieinhalb Jahre nach Bender (Tighina). Zum sechsten Mal übernahm Mehmet, nun zum Pascha ernannt, das defterdarlik im Jahre 1712 für sechs Monate. 1713 wurde er Finanzverwalter der imperialen Werft (tersane-i amire emini) und gleichzeitig Mitglied der Feststellungskommission an der russisch-osmanischen Grenze. 1714 war er zum siebenten Mal Defterdar unter Çorlulu Damat Ali Pascha († 1716). Bei dessen Morea-Feldzug im Jahre 1715 war er für die Finanzverwaltung und Lieferungen an die Armee nach Egriboz (Euboia) verantwortlich und ein Jahr später auch im Krieg gegen das Heilige Römische Reich. Seine Hoffnung auf das Amt des Großwesirs nach Damat 'Ali Paschas Tod vor Belgrad wurde enttäuscht, jedoch ernannte Arnavud Koca Halil Pascha († 1733) ihn zu einem seiner Stellvertreter. Als Prinz Eugen von Savoyen die Stadt Temeschwar einnahm, verlangte Mehmet Pascha neuerlich, zum Großwesir ernannt zu werden. Diese Forderung und die Tatsache, dass er öffentlich Sultan Ahmed III. verspottete, wurde zu seinem Verhängnis. Nach einer Anklage wegen Mitschuld am Verlust von Temeschwar sperrte man ihn in Kavala ins Gefängnis, sein Eigentum wurde beschlagnahmt und im März 1717 exekutierte man ihn. Sein Grab liegt auf dem Innenhof der Ulu Moschee in Kavala.
Das Chronogramm şeker hab شكر خواب (persisch: „Süßer Schlaf“), mit dem sein Tod registriert wurde, ergibt das Jahr 1129 islamische Zeitrechnung (1716 u. Z.).

## Werke
- Zübde-i Veqayi'at (etwa: Der beste Schutz/die beste Vorkehrung)

Von Babinger wurde dieses Werk irrtümlich Damad Mehmed Pascha († 1716) zugeschrieben, der allerdings ebenfalls Defterdar gewesen war. Die Literaturwissenschaft nimmt an, dass der Autor einen Teil bereits unter der Herrschaft von Mehmed IV. († 1687), die Schlussbearbeitung zwischen 1714 und 1716 verfasst hat.
Zübde-i Veqayi'at ist in drei Teile gegliedert: In der Einleitung vermerkt Mehmet, dass er in der Hoffnung geschrieben habe, von Gott Belohnung und nach seinem Tode einen guten Nachruf zu erhalten. Hier nennt er auch Chronisten, auf die sich seine Arbeit stützt. In der Kairoer Version ist hier ein kurzer Abriss der Osmanischen Geschichte bis Mehmed IV. eingefügt, offenbar ein späterer Zusatz durch den Autor. Es folgt eine chronologische Auflistung der Großwesire, wichtiger Ereignisse (Geburt von Prinzen, Beschneidungszeremonien, Hochzeitsfeierlichkeiten, Feldzüge, Friedensverträge, Naturkatastrophen, u. Ä.) und – am Ende jedes Jahreskapitels – ein Verzeichnis der prominenten Todesfälle. Ein wichtiger Punkt war für Mehmet Pascha auch die Auflistung von Steuergesetzen, von ökonomischen Aspekten, von der Vergabe von Lehensgütern und von staatlichen Preisverordnungen. Die Erstfassung des Werkes schließt mit der Mitteilung über den Tod von Mustafa II.
Hammer-Purgstall hat als Erster die teilweise wörtliche Verwendung von Mehmet Paschas Werk in Mehmed Raşids Tarih-i Raşid  festgestellt.
- Nesayihü'l-vüzera ve'l-ümera (etwa: „Empfehlungen an die Wesire und Statthalter“), oder Kitab-i Güldeste (etwa: „Buch der Blütenlese“ oder Anthologie)

Dies ist ein siyasetname („Buch über Politik“), das als Sammlung von Empfehlungen für hochrangige Staatsmänner, z. B. Großwesire, gedacht ist. Zwar nennt sich der Autor nicht mit Namen, der Hinweis, dass er bei der Thronbesteigung von Ahmed III. Defterdar war, weist allerdings auf Mehmet Pascha hin. In der Einleitung stellt der Autor fest, dass schon vor ihm viele Schriftsteller ähnliche Ratgeber verfasst hätten, der seine jedoch präziser sei und ohne Einmischung der betroffenen Politiker entstanden wäre. Tatsächlich bringt er eine große Zahl originärer Gesichtspunkte, wobei ihm seine hohe Stellung im Staatsrat den nötigen Einblick verschaffte.
Mehmet Pascha kreidet den Staatsmännern des beginnenden 18. Jahrhunderts ihre religiöse und moralische Indifferenz an und stellt dem die Forderung nach Frömmigkeit und Rechtschaffenheit gegenüber. Mit Koranversen, Gedichten und Sprichwörtern belegt er seine Meinung. In neun Kapiteln spricht er gezielt die Großwesire, Amtsinhaber, Defterdare, imperiale Ratsmitglieder, Janitscharen und Militärkommandanten, sowie die Gefahren durch Bestechlichkeit, Unterdrückung, innere und äußere Feinde an. Im letzten Abschnitt vergleicht Mehmet die Gegenwart mit der Zeit von Süleyman I. († 1566) und kritisiert den Niedergang von Finanzen und Ökonomie. Mit Ratschlägen, wie alle diese Probleme gelöst werden könnten, schließt er sein Werk.
In Mehmet Paschas Nachlass fand sich eine Zusammenfassung seines obengenannten Werkes unter dem Titel Ta'limat-i Şehid 'Ali Paşa (etwa: Instruktion, gewidmet Şehid 'Ali Pascha). Die Annahme von Mehmets Autorenschaft gründet sich auf dem Inhalt und der Tatsache, dass das Werk offenbar einem Verwandten zugeeignet wurde. Es ist eine Komprimierung seiner Anforderungen an Staatsmänner, in der er alle Punkte des Nesayih nochmals anführt.

## Manuskripte
Zübde-i Veqayi'at
- Kairo, Hidiviye Bibliothek, 160/8956, 312 Folios
- Istanbul, İstanbul Üniversitesi Kütüphanesi („Universitätsbibliothek Istanbul“), 3 Manuskripte: TY 5, 377 Folios; TY 2389, 125 Folios; TY 6048, 356 Folios
- Istanbul, Murad Molla Kütüphanesi, 1447, 359 Folios; in Mehmet Paschas Schreibtisch nach seinem Tode aufgefunden
- Istanbul, Nuruosmaniye Kütüphanesi, 2 Manuskripte: 3122, 374 Folios; 3305, 403 Folios
- Istanbul, Süleymaniye Kütüphanesi, („Bibliothek der Süleymaniye Moschee“), 3 Manuskripte: Esad Efendi 2382, 442 Folios, eines der zwei besterhaltenen und fast kompletten Exemplare; Hamidiye 949, 524 Folios, Kopie von 1731; Reisülküttab 654, 368 Folios, Kopie von 1743
- Istanbul, Topkapı Sarayı Müzesi Kütüphanesi („Bibliothek des Topkapi-Serail-Museums“), 3 Manuskripte: III. Ahmed 3084, 399 Folios; Revan 1226, 316 Folios; Revan 1227, 294 Folios, Kopie von 1733
- Wien, Österreichische Nationalbibliothek, H.O.85, 444 Folios,[7] aus der Sammlung Joseph von Hammer-Purgstalls, das zweite der besterhaltenen und fast kompletten Exemplare

Nesayihü'l-vüzera ve'l-ümera
- Berlin, Preußische Staatsbibliothek, Nr. 153
- Budapest, Ungarische Akademie der Wissenschaften, O.297
- Istanbul, Süleymaniye Kütüphanesi, 5 Manuskripte: Esad Efendi 1830, 61 Folios; Esad Efendi 1854, 67 Folios; Hacı Mahmud Efendi 5859, 29 Folios; Hafid Efendi 239, 37 Folios; Halet Efendi 354, 42 Folios
- Sankt Petersburg, Institut für orientalische Sprachen, Nr. 360
- Paris, Bibliothèque nationale de France („Französische Nationalbibliothek“), Suppl. Turc 1112